# Kerstin Gerschau
Kerstin Gerschau född den 26 januari 1958 i Leipzig, Tyskland, är en östtysk gymnast.
Hon tog OS-brons i lagmångkampen i samband med de olympiska gymnastiktävlingarna 1976 i Montréal.